# Trzcianka (powiat suwalski)
Trzcianka – wieś w Polsce położona w województwie podlaskim, w powiecie suwalskim, w gminie Rutka-Tartak.
W latach 1975–1998 miejscowość należała administracyjnie do województwa suwalskiego.

## linki zewnętrzne
- Trzcianka (16), [w:] Słownik geograficzny Królestwa Polskiego, t. XII: Szlurpkiszki – Warłynka, Warszawa 1892, s. 540.